# Brama Na Wprost Słońca

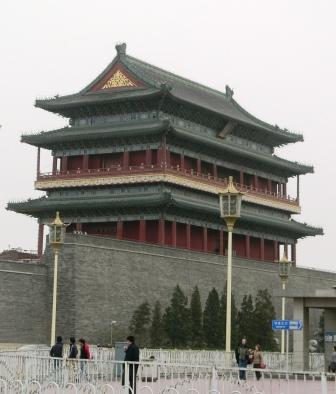
Północna część bramy

Brama Na Wprost Słońca (chin. upr. 正阳门, chin. trad. 正陽門, pinyin Zhèngyángmén), zwana także bramą Przednią (chin. upr. 前门, chin. trad. 前門, pinyin Qiánmén) – dawna brama miejska Pekinu, położona na południowym krańcu placu Tian’anmen.
Obecnie składa się z dwóch odrębnych budowli, oddalonych od siebie około 50 metrów i przedzielonych ruchliwą ulicą. Pierwotnie obie części połączone były barbakanem, który obecnie już nie istnieje (usunięto go w 1915 roku, aby poprowadzić drogę). Południowa część bramy (pełniąca ongiś rolę strażnicy) znajduje się obecnie na skwerze otoczonym ze wszystkich stron jezdnią. Na jej pierwszym piętrze mieści się muzeum.

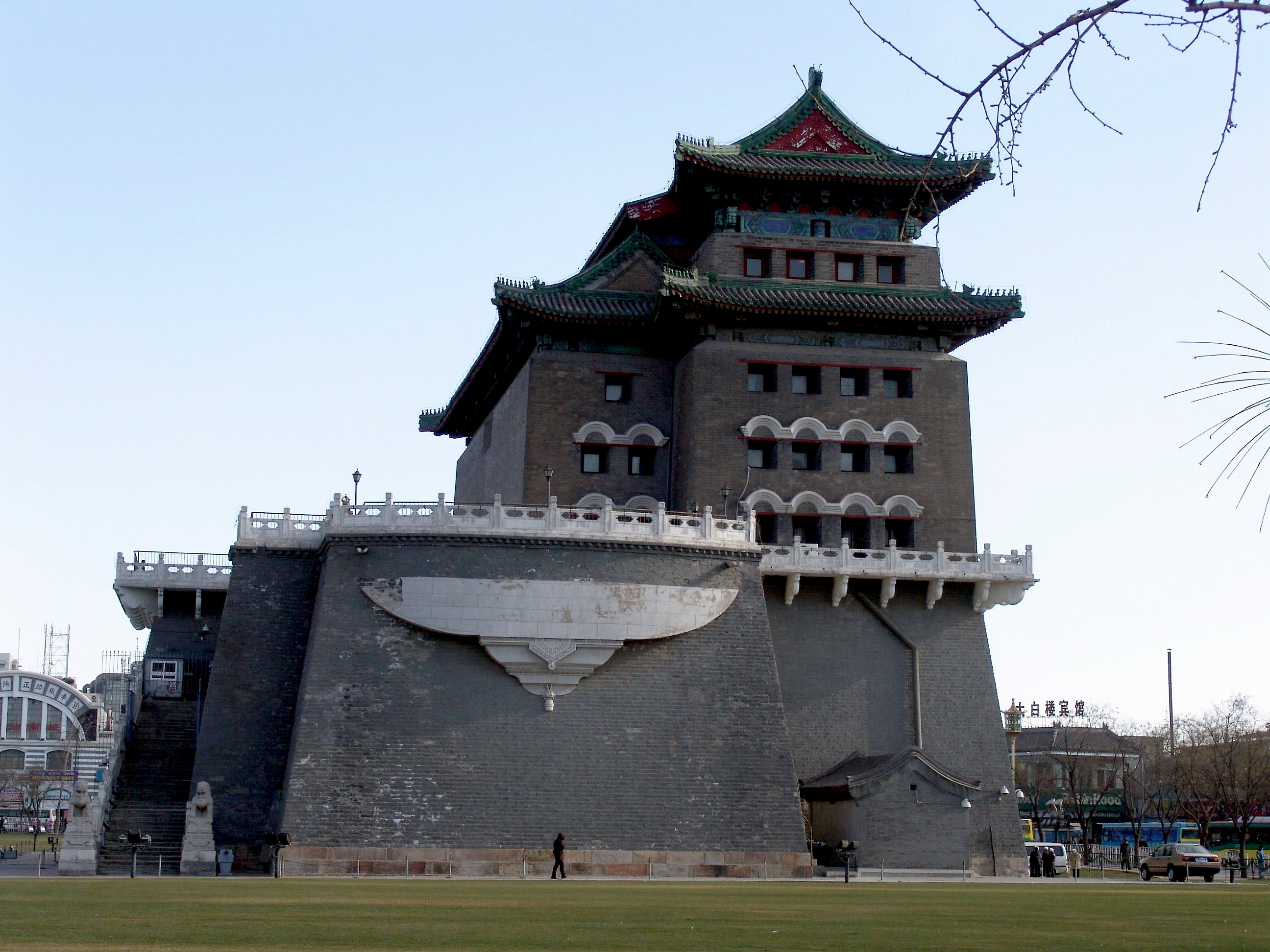
Południowa część bramy (wieża strażnicza)

Brama (a ściślej, jej północna część) została zbudowana w 1421 roku. Stanowiła wejście na teren Miasta Wewnętrznego. Usadowiona jest na platformie o powierzchni 3047 m². Ma 42 metry wysokości i jest najwyższą ze wszystkich pekińskich bram. Posiada wewnątrz trzy przejścia, z czego normalny ruch odbywał się dwoma bocznymi, środkowe zaś służyło cesarzowi, gdy udawał się tędy do Świątyni Nieba. Z zewnątrz wykończono ją szarą farbą i zielonymi płytkami. Część południową (strażnicę) dobudowano w 1439 roku, w takim samym stylu jak bramę. Usadowiono ją na platformie o powierzchni 2147 m². Ma 38 metrów wysokości i cztery piętra. Umieszczono w niej 82 otwory okienne, wybiegające na wschód, zachód i południe.
Brama została spalona przez wojska cudzoziemskie podczas powstania bokserów w 1900 roku, odbudowano ją w 1914 roku. W 1952 i 1976 roku została poddana pracom renowacyjnym.